# KAMISEYA PARK
KAMISEYA PARK（カミセヤパーク）は、神奈川県横浜市旭区及び瀬谷区の上瀬谷通信施設跡地に整備予定のテーマパークを核とする複合施設の仮称である。

## 概要
2015年に在日アメリカ海軍から日本に返還された上瀬谷通信施設の跡地に「テーマパークを核とした複合的な集客施設」を立地させるため、横浜市は2023年2月24日から事業者を公募し、2023年9月14日に事業予定者を三菱地所に決定した。上瀬谷通信施設跡地は2027年に国際園芸博覧会「GREEN×EXPO 2027」が開催されるため、三菱地所は博覧会期終了後の2028年頃に基本計画協定を締結して工事に着手し、2031年頃の開業を目指す。経緯は「上瀬谷通信施設#テーマパーク構想」に詳述がある。
三菱地所の開発案は、GREEN×EXPOのレガシーを継承しながら、ジャパンコンテンツとジャパンテクノロジーを活用した次世代型テーマパークを中心にしたまちづくりを展開し、最先端GX/DX技術を実装したスマートシティの実現を計画する。
総敷地面積は約706,500平方メートル (m2) で、うちテーマパークゾーン514,000m2、駅前ゾーン70,000m2、公園隣接ゾーン65,500m2、環4西ゾーン57,000m2を計画する。
テーマパークゾーンは、最先端技術を生かした仮想空間を楽しめるアトラクションなどを導入し、幅広い世代が世界観に没入できるテーマパークを計画する。
テーマパークの周囲はグッズショップやコンビニなど商業施設を整備する。開業年の来場者数の目標は約1200万人で、将来は1500万人超の来場者を見込む。鉄道駅や主要ターミナル駅、空港からシャトルバスなどを受け入れる駅前広場およびバスターミナルの整備、4,500台規模の駐車場、450台の駐輪場の整備を計画する。新たな交通の整備として、後節の専用道による連節バス導入計画を横浜市が公表している。
2024年3月に三菱地所は、相鉄ホールディングス、東急、東急不動産、三菱倉庫の5社で企業連合を設立したことを発表した。

## 新たな交通の整備
2024年2月に横浜市は、瀬谷駅周辺から上瀬谷付近まで専用の地下トンネルを整備し、隊列走行の連節バスによる輸送システムを導入する計画を横公表した。定員約120人の連節バスを最大3台まで隊列して1時間に片道9,000人の輸送力を確保し、将来的に自動運転技術の導入も目指す。供用開始は2030年代前半を目標とする。連節バス導入は、環状4号線を活用して十日市場駅方面や立場駅方面などにも交通させる、市西部地域の交通ネットワークの充実も考慮する。